# Dennis Seidenberg
Dennis Seidenberg (* 18. července 1981, Villingen-Schwenningen) je bývalý německý profesionální hokejový obránce, který v severoamerické NHL odehrál přes 850 zápasů, z toho téměř polovinu v dresu Bostonu Bruins, se kterými získal v roce 2011 Stanley Cup. Naposledy nastupoval za New York Islanders.

## Hráčská kariéra
Seidenberg byl draftován v šestém kole, celkově 172. týmem Philadelphia Flyers na draftu v roce 2001. Po třech sezonách odehraných za Adler Mannheim v Německu podepsal v roce 2002 smlouvu s Flyers. Dva roky se přesouval mezi prvním týmem a farmou Philadelphia Phantoms v AHL. Při stávce v sezoně 2004/05 odehrál celou sezonu za Phantoms a s týmem vyhrál Calderův pohár pro vítěze ligy.
V obou sezonách po stávce byl zahrnut v jednom z trejdů uprostřed sezony. 20. ledna 2006 byl vyměněn do Phoenix Coyotes za Petra Nedvěda. 8. ledna 2007 byl vyměněn do Carolina Hurricanes za Kevyna Adamse.
14. září 2009 podepsal jednoletou smlouvu na 2,25 milionu dolarů s Florida Panthers. 3. března 2010 byl společně s Mattem Bartkowskim vyměněn do Boston Bruins Byrona Bitze, Craiga Wellera a výběr v druhém kole draftu.
Dne 6.6.2010 podepsal smlouvu s týmem Boston Bruins na 4 roky za 13 milionů dolarů.

### Ocenění
- 2000/01 – DEL All-star game
- 2002/03 – účast na Utkání mladých hvězd NHL
- 2003/04 – AHL All-star game

## Klubové statistiky
| Sezona     | Klub                  | Soutěž     | Základní část | Základní část | Základní část | Základní část | Základní část | Play off | Play off | Play off | Play off | Play off |
| Sezona     | Klub                  | Soutěž     | Z             | G             | A             | B             | TM            | Z        | G        | A        | B        | TM       |
| ---------- | --------------------- | ---------- | ------------- | ------------- | ------------- | ------------- | ------------- | -------- | -------- | -------- | -------- | -------- |
| 1999–00    | Adler Mannheim        | DEL        | 3             | 0             | 0             | 0             | 0             | —        | —        | —        | —        | —        |
| 2000–01    | Adler Mannheim        | DEL        | 55            | 2             | 5             | 7             | 6             | 12       | 0        | 1        | 1        | 10       |
| 2001–02    | Adler Mannheim        | DEL        | 55            | 7             | 13            | 20            | 56            | 8        | 0        | 0        | 0        | 2        |
| 2002–03    | Philadelphia Phantoms | AHL        | 19            | 5             | 6             | 11            | 17            | —        | —        | —        | —        | —        |
| 2002–03    | Philadelphia Flyers   | NHL        | 58            | 4             | 9             | 13            | 20            | —        | —        | —        | —        | —        |
| 2003–04    | Philadelphia Phantoms | AHL        | 33            | 7             | 12            | 19            | 31            | 9        | 2        | 2        | 4        | 4        |
| 2003–04    | Philadelphia Flyers   | NHL        | 5             | 0             | 0             | 0             | 2             | 3        | 0        | 0        | 0        | 0        |
| 2004–05    | Philadelphia Phantoms | AHL        | 79            | 13            | 28            | 41            | 47            | 18       | 2        | 8        | 10       | 19       |
| 2005–06    | Philadelphia Flyers   | NHL        | 29            | 2             | 5             | 7             | 4             | —        | —        | —        | —        | —        |
| 2005–06    | Phoenix Coyotes       | NHL        | 34            | 1             | 10            | 11            | 14            | —        | —        | —        | —        | —        |
| 2006–07    | Phoenix Coyotes       | NHL        | 32            | 1             | 1             | 2             | 16            | —        | —        | —        | —        | —        |
| 2006–07    | Carolina Hurricanes   | NHL        | 20            | 1             | 5             | 6             | 2             | —        | —        | —        | —        | —        |
| 2007–08    | Carolina Hurricanes   | NHL        | 47            | 0             | 15            | 15            | 18            | —        | —        | —        | —        | —        |
| 2008–09    | Carolina Hurricanes   | NHL        | 70            | 5             | 25            | 30            | 37            | 16       | 1        | 5        | 6        | 16       |
| 2009–10    | Florida Panthers      | NHL        | 62            | 2             | 21            | 23            | 33            | —        | —        | —        | —        | —        |
| 2009–10    | Boston Bruins         | NHL        | 17            | 2             | 7             | 9             | 6             | —        | —        | —        | —        | —        |
| 2010–11    | Boston Bruins         | NHL        | 81            | 7             | 25            | 32            | 41            | 25       | 1        | 10       | 11       | 31       |
| 2011–12    | Boston Bruins         | NHL        | 80            | 5             | 18            | 23            | 39            | 7        | 1        | 2        | 3        | 2        |
| 2012–13    | Adler Mannheim        | DEL        | 26            | 2             | 18            | 20            | 20            | —        | —        | —        | —        | —        |
| 2012–13    | Boston Bruins         | NHL        | 45            | 3             | 12            | 15            | 10            | 18       | 0        | 1        | 1        | 4        |
| 2013–14    | Boston Bruins         | NHL        | 34            | 1             | 9             | 10            | 10            | —        | —        | —        | —        | —        |
| 2014–15    | Boston Bruins         | NHL        | 82            | 3             | 11            | 14            | 34            | —        | —        | —        | —        | —        |
| 2015–16    | Boston Bruins         | NHL        | 61            | 1             | 11            | 12            | 24            | —        | —        | —        | —        | —        |
| 2016–17    | New York Islanders    | NHL        | 73            | 5             | 17            | 22            | 32            | —        | —        | —        | —        | —        |
| 2017–18    | New York Islanders    | NHL        | 28            | 0             | 5             | 5             | 17            | —        | —        | —        | —        | —        |
| 2018–19    | New York Islanders    | NHL        | 0             | 0             | 0             | 0             | 0             | —        | —        | —        | —        | —        |
| NHL celkem | NHL celkem            | NHL celkem | 859           | 44            | 207           | 251           | 359           | 69       | 3        | 18       | 21       | 53       |
| DEL celkem | DEL celkem            | DEL celkem | 139           | 11            | 36            | 47            | 82            | 20       | 0        | 1        | 1        | 12       |

### Reprezentační kariéra
- 2001 – Mistrovství světa
- 2002 – Mistrovství světa
- 2002 – Olympijské hry
- 2004 – Světový pohár
- 2006 – Olympijské hry
- 2010 – Olympijské hry